# ヒシャーム (ウマイヤ朝)
ヒシャーム（691年 - 743年2月6日）は、ウマイヤ朝の第10代カリフ（在位：724年 - 743年）。

## 生涯
父は第5代カリフのアブドゥルマリクである。724年に即位する。
彼の時代はまず外圧に苦しめられた。ホラーサーンとその東北部では西突厥から自立した突騎施（テュルギシュ）の攻撃を受け、イラン系先住民のマワーリーと土着化したアラブの合体による反政府運動、権力をめぐる南北アラブの対立・抗争などである。またハワーリージュ派に扇動されて蜂起したベルベル人の反乱を740年から742年の2年にかけてようやく鎮定した。
内政ではイラク総督のハーリド・アルカスリーの支援を得て干拓・灌漑による農地の拡大で財政を再建した。またヒシャームはアブドゥルマリクを除けば歴代カリフの中でも19年という長期の在位を保ち、没落傾向にあったウマイヤ朝に最後の安定期をもたらした。だが腹心のハーリドはのちにマワーリーの税制問題から失脚。740年にはザイド・ブン・アリーがクーファのシーア派に擁立されて反乱（ザイド・ブン・アリーの乱）を起こすなど、すでにウマイヤ朝は末期的状況に置かれていた。なお、この反乱自体は簡単に鎮圧し、ザイドを処刑している。
743年に54歳で死去した。跡を甥のワリード2世が継いだ。
なお、孫であるアブド・アッラフマーン1世はアッバース革命の際にウマイヤ家の一族が皆殺しに遭った際、イベリア半島に逃れて後ウマイヤ朝を建て、初代アミールとなった。